# Prado del Rey
|  | Aquest article tracta sobre la localitat andalusa. Si cerqueu els estudis de televisió espanyola, vegeu «estudis de Prado del Rey». |

Prado del Rey és una localitat de la província de Cadis, Andalusia, Espanya. Se situa en la Ruta dels pobles blancs, entre Arcos de la Frontera i El Bosque.
| Període      | Nom de l'alcalde/-essa      | Partit polític | Data de possessió |
| ------------ | --------------------------- | -------------- | ----------------- |
| 1979 - 1983  | Diego Tamayo Castillo       | UCD            | 19/04/1979        |
| 1983 - 1987  | Heliodoro Tamayo Gómez      | PSOE           | 28/05/1983        |
| 1987 - 1991  | Jose Luis Mariscal Martin   | CDS-UC         | 30/06/1987        |
| 1991 - 1995  | Jose Luis Mariscal Martin   | CDS-UC         | 15/06/1991        |
| 1995 - 1999  | Jose Luis Mariscal Martin   | CDS-UC         | 17/06/1995        |
| 1999 - 2003  | Fernando Pérez Castillo     | PSOE           | 03/07/1999        |
| 2003 - 2007  | Fernando Pérez Castillo     | PSOE           | 14/06/2003        |
| 2007 - 2011  | Fernando Pérez Castillo     | PSOE           | 16/06/2007        |
| 2011 - 2015  | José Ramón Becerra Orellana | PP             | 11/06/2011        |
| 2015 - 2019  | José Ramón Becerra Orellana | PP             | 13/06/2015        |
| 2019 - 2023  | n/d                         | n/d            | 15/06/2019        |
| Des del 2023 | n/d                         | n/d            | 17/06/2023        |